# الهندسة الزراعية من أجل التنمية المستدامة
الهندسة الزراعية من أجل التنمية المستدامة هي مجلة مراجعة النظراء في مجلة علمية تصدر كل شهرين، وتضمن الأبحاث حول التفاعلات بين أنظمة المحاصيل والأنشطة الأخرى في سياق التنمية مستدامة. نُشرت بواسطة شبرينغر نيابة عن المعهد الوطني الفرنسي للبحوث في الزراعة والأغذية والبيئة (INRAE). والمقالات أصبحت متاحة للجميع مجانًا بعد مرور عام على نشرها. ووفقًا لـ تقارير استشهاد المجلات، حصلت المجلة على عامل التأثير لعام 2020 بقيمة 5.832.

## التاريخ
تأسست المجلة عام 1981 تحت اسم الهندسة الزراعية، وكانت معظم مقالاتها باللغة الفرنسية. ومن عام 2003 إلى عام 2006 خضعت المجلة لتغيير جذري، بما في ذلك تغيير عنوانها إلى عنوان جديد، وتصميم جديد للغلاف، حيث أصبحت تغييرات النشر باللغة الإنجليزية فقط. وللوصول إلى المقالات المنشورة بين عامي 1981 و2004، يجب الرجوع إلى مجموعة الهندسة الزراعية.

## روابط خارجية
- الموقع الرسمي